# Hammarby landskommun, Stockholms län
Hammarby landskommun var en tidigare kommun i Stockholms län.

## Administrativ historik
När 1862 års kommunalförordningar trädde i kraft inrättades cirka 2 400 landskommuner i Sverige. Därtill kom 89 städer och 8 köpingar. Som grund för landskommunerna låg den gamla sockenindelningen
I Hammarby socken i Vallentuna härad i Uppland inrättades då denna kommun.
I samband med den riksomfattande kommunreformen 1952 förenades den med Ed och Fresta för att bilda Upplands-Väsby landskommun som 1971 ombildades till Upplands-Väsby kommun.

## Politik

### Mandatfördelning i valen 1938-1946
| 13 | 1 | 3 | 3 |

| 18 |

| 14 | 3 | 3 |

| 16 | 4 |

| 3 | 12 | 5 |

| 17 | 3 |